# Domenico Latanza
Domenico Latanza (Taranto, 29 aprile 1908 – Roma, 12 aprile 1991) è stato un politico italiano.

## Biografia
Laureato in scienze economiche e commerciali, funzionario pubblico. Durante la seconda guerra mondiale era funzionario dell'Africa Orientale Italiana, nel Tacazzè.
Fu il primo segretario provinciale della Democrazia Cristiana di Taranto, e nel referendum del 2 giugno 1946 fu a favore della monarchia, contro le indicazioni nazionali del partito
Fu eletto nel 1948 deputato alla Camera nelle file della Democrazia Cristiana nella circoscrizione di Lecce, e rimane all'interno del gruppo fino al 3 luglio 1951, per poi aderire al Movimento Sociale Italiano, passando al Gruppo misto
Con il MSI nel 1953 è rieletto alla Camera.Nel 1958 primo dei non eletti. Amministratore dell'Acea, diviene anche Consigliere comunale di Taranto.
Nel 1963 si candida al Senato sempre per il MSI e viene eletto. Viene riconfermato per altre due legislature, nel 1968 e nel 1972, fino al 1976.
Fu per molti anni amministratore del partito.